# Чирхагеу
Чирхагеу (рум. Cirhagău) — село у повіті Муреш в Румунії. Входить до складу комуни Міхешу-де-Кимпіє.
Село розташоване на відстані 291 км на північний захід від Бухареста, 37 км на захід від Тиргу-Муреша, 40 км на схід від Клуж-Напоки.

## Населення
За даними перепису населення 2002 року у селі проживали 13 осіб, усі — румуни. Усі жителі села рідною мовою назвали румунську.